# هذه الأرض لي (فلم)
هذه الأرض لي (بالإنجليزية: This Land Is Mine) هو فيلم دراما تم إنتاجه في الولايات المتحدة وصدر في سنة 1943. الفيلم من إخراج جان رينوار.

## طاقم التمثيل
- تشارلز لوتون
- جورج ساندرز

### ترشيحات وجوائز
| السنة | الحدث          | الفئة          | النتيجة |
| ----- | -------------- | -------------- | ------- |
|       | جائزة الأوسكار | أفضل خلط أصوات | فوز     |

## وصلات خارجية
- مقالات تستعمل روابط فنية بلا صلة مع ويكي بيانات

1. ↑  "معلومات عن هذه الأرض لي (فيلم) على موقع filmportal.de". filmportal.de. مؤرشف من الأصل في 2019-12-08.
2. ↑  "معلومات عن هذه الأرض لي (فيلم) على موقع elonet.fi". elonet.fi. مؤرشف من الأصل في 2016-09-25.
3. ↑  "معلومات عن هذه الأرض لي (فيلم) على موقع imdb.com". imdb.com. مؤرشف من الأصل في 2019-08-15.